# Reginald Arthur Savory
Arthur Savory (1894-1980) fut un officier de l'armée indienne britannique durant la Première Guerre mondiale puis pendant la Seconde Guerre mondiale.
Il commanda notamment la 11e brigade d'infanterie indienne au cours de la campagne de 1941 en Afrique du Nord et en Éthiopie. Il devint ensuite le chef de la nouvelle 23e division d'infanterie indienne qui prit part aux campagnes de Birmanie dans les années 1942 et 1943.

## Dans l'armée
- Officier du 14e King's George's Own Ferozepore Sikhs (1914) ;
- officier d'état-major en Inde: 1939-1940 ;
- Commandant de la 11e brigade d'infanterie indienne en Afrique du Nord (1941) ;
- Chef de l'armée en Érythrée (1941) ;
- Chef de la 23e division d'infanterie indienne (1942-1943) ;
- Directeur de l'infanterie indienne (1943-1945) ;
- Général commandant dans le secteur Perse-Irak (1945-1946) ;
- Poste en Inde (1946-1947) ;
- Retraite (1948).